# Riegers (Gemeinde Dobersberg)
Riegers ist eine  Ortschaft und eine Katastralgemeinde der Marktgemeinde Dobersberg im Bezirk Waidhofen an der Thaya im niederösterreichischen Waldviertel mit 93 Einwohnern (Stand 1. Jänner 2025).

## Geografie
Das Dorf südöstlich von Dobersberg wird von der Thayatal Straße erschlossen. Im Westen fließt die Thaya vorüber, in welche der Ort über den Galgengraben,  einen kleinen Zubringer, entwässert. Zur Ortschaft zählt auch ein Teil der Lage Schellingshof. Am 1. April 2020 umfasste die Ortschaft 51 Adressen.

## Geschichte
Der Ort erschien erstmals als Ruegers im Zehentbuch des Klosters St. Georgen, der prima fundatio, und gehörte damals zum Zehentamt Göpfritzschlag. Schweickhardt beschrieb im 19. Jahrhundert den Ort mit mittelmäßig bestifteten Landbauern, die sich mit Ackerbau und etwas Viehzucht befassten und zudem die Baumwollweberei betrieben. Im Jahr 1822 wurde der Ort als Dorf mit 38 Häusern genannt, das nach Dobersberg eingepfarrt war, wohin auch die Kinder eingeschult wurden. Die Herrschaft Dobersberg besaß die Ortsobrigkeit, übte die Landgerichtsbarkeit aus, besorgte die Konskription und hatte die Grundherrschaft inne.
Laut Adressbuch von Österreich waren im Jahr 1938 in Riegers ein Schmied, ein Schuster und mehrere Landwirte ansässig.